# Data Comedy Show
Data Comedy Show è un programma televisivo italiano trasmesso dal 16 novembre 2021 al 5 gennaio 2022 in seconda serata su Rai 2, con la conduzione di Francesco De Carlo.

## Il programma
Il programma vede contrapporsi due coppie di comici che devono rispondere a domande e fare improvvisazione giocando coi dati Istat reali. Il punteggio delle due squadre è tenuto dal pallottoliere umano Tommaso Faoro. Collaborano i datisti Flavio Grasso e Martina Tremante.

## Edizioni
| Edizione | Inizio           | Fine           | Puntate | Conduttore         | Presenza fissa | Media telespettatori | Media share |
| -------- | ---------------- | -------------- | ------- | ------------------ | -------------- | -------------------- | ----------- |
| 1ª       | 16 novembre 2021 | 5 gennaio 2022 | 8       | Francesco De Carlo | Tommaso Faoro  |                      |             |

## Puntate

### Prima edizione
| Puntata | Messa in onda    | Ascolti        | Ascolti | Ospiti | Squadra vincitrice         |
| Puntata | Messa in onda    | Telespettatori | Share   | Ospiti | Squadra vincitrice         |
| ------- | ---------------- | -------------- | ------- | --- | -------------------------- |
| 1       | 16 novembre 2021 |                |         | I piripacchi: Federica Cacciola e Valerio Lundini La Pro Loco: Carmine Del Grosso e Saverio Raimondo                                                    | La Pro Loco                |
| 2       | 23 novembre 2021 |                |         | Gli amici di Maria: Edoardo Ferrario e Luca Ravenna I Maneskin di campagna: Maria di Biase e Corrado Nuzzo                                              | Gli amici di Maria         |
| 3       | 30 novembre 2021 |                |         | Non c'è male: Francesco Arienzo e Carmine Del Grosso I furbetti del cartellino: Maria Di Biase e Corrado Nuzzo                                          | I furbetti del cartellino  |
| 4       | 8 dicembre 2021  |                |         | Le zinnone: Michela Giraud e Federica Cacciola Salvatore Bagni: Daniele Tinti e Francesco Arienzo                                                       | Le zinnone                 |
| 5       | 14 dicembre 2021 |                |         | Le Veline: Saverio Raimondo e Martina Catuzzi Gli amanti delle belle donne poi cambiato in Gli amanti delle religiose: Stefano Rapone e Valerio Lundini | Gli amanti delle religiose |
| 6       | 21 dicembre 2021 |                |         | I Rapuzzi: Martina Catuzzi e Stefano Rapone Le sorelle Parodi: Luca Ravenna e Edoardo Ferrario                                                          | Le sorelle Parodi          |
| 7       | 29 dicembre 2021 |                |         | Ditta Papolla e figli: Maria Di Biase e Corrado Nuzzo Le principesse: Federica Cacciola e Stefano Rapone                                                | Ditta Papolla e figli      |
| 8       | 5 gennaio 2022   |                |         | Le bimbe di Pippo Baudo: Daniele Fabbri e Daniele Tinti Le mani avanti: Michela Giraud e Guia Scognamiglio                                              | Le mani avanti             |